# François van Aerssen van Sommelsdijck

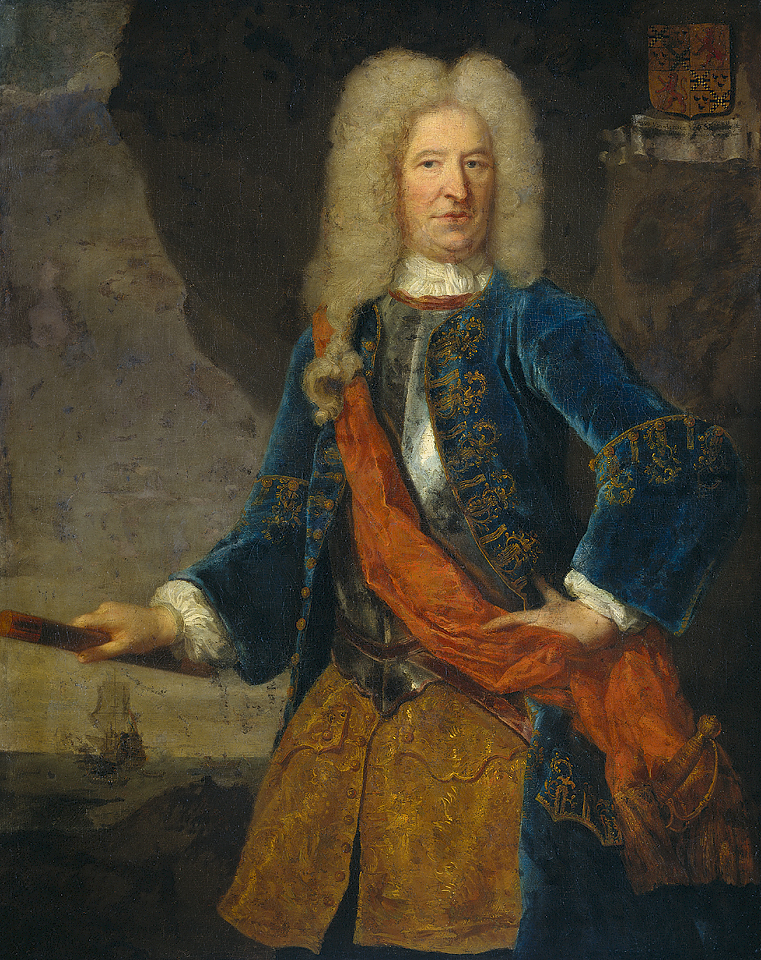
In 1728 liet Frans van Aerssen zich portretteren met zijn gehavende linkerhand door Mattheus Verheyden.

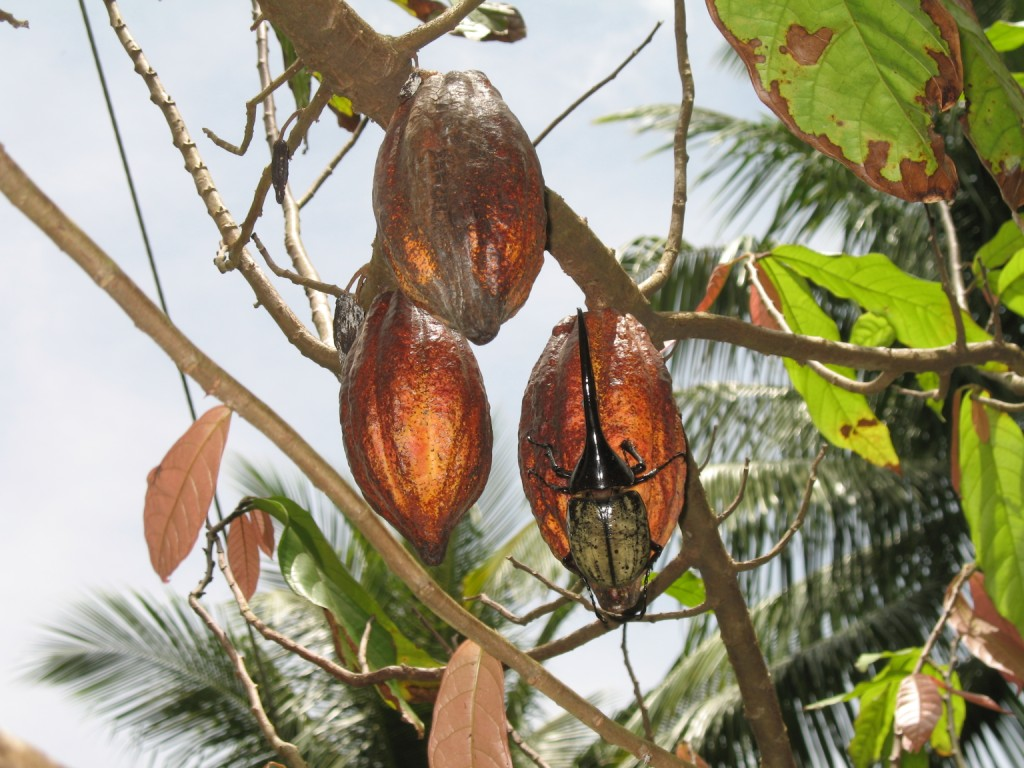
kever op cacaonoot

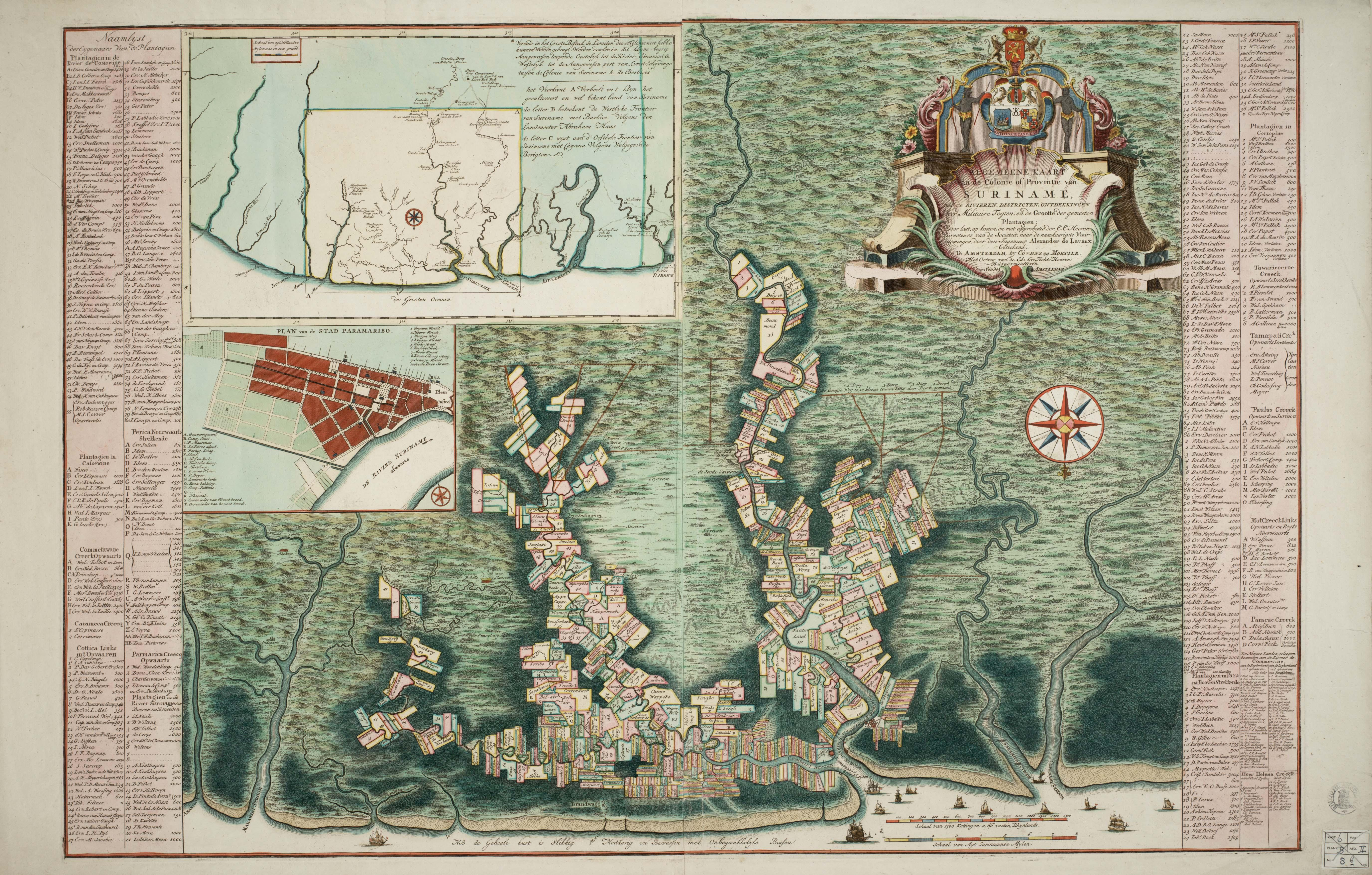
Algemeene kaart van de Colonie of Provincie van Suriname.

François van Aerssen heer van Chatillon en Bernìeres, Sommelsdijk, Ooltgensplaat en Den Bommel, vrijheer van Spijk (Parijs, 24 juni 1669 – Den Haag, 19 juli 1740) was een officier en vlootvoogd bij de Admiraliteit en de tweede zoon van Cornelis van Aerssen, heer van Sommelsdijk, markies van St. André Montbrun en Marguérite du Puy. Hij verbleef in zijn jeugd enkele jaren in Suriname en introduceerde in 1686 vijf cacaobomen, die hij heimelijk had meegebracht van een expeditie naar de Orinoco.

## Biografie
François was de zoon van Cornelis van Aerssen van Sommelsdijk en Marguérite du Puy, marquise de St. André Montbrun. Hij kwam uit een gezin van tien kinderen, zes zusters en drie broers. Zijn vader zou rond 1682 naar een functie als ambassadeur in Frankrijk hebben gesolliciteerd, maar wilde toen hij niet werd aangesteld wel als gouverneur naar Suriname. In 1683 kwam hij met de 15-jarige François en zijn dochter Lucie in Paramaribo aan.
In 1687 reisde François "in staatsopdracht" naar Holland, met in zijn gevolg drie vrije indianen en vier indiaanse slaven. Over het indiaanse gezelschap is niet veel bekend. Van Aerssen nam dienst bij de Admiraliteit van Amsterdam en werd tweede luitenant-ter-zee. In 1688 reisde hij met Johan van Scharphuizen opnieuw naar Suriname om de erfenis van zijn vader, die in juli van dat jaar was vermoord, af te handelen. Zijn moeder was niet zeker of zij de erfenis zou aanvaarden en wilde al snel het aandeel in de kolonie van de hand doen. François had een militaire carrière op het oog en zou volgens de verhalen geweigerd hebben zijn vader op te volgen als gouverneur. Pim van der Meiden denkt dat het een mythe is, omdat François een oudere broer Alexander had die daarvoor eerder in aanmerking kwam. In 1696 zijn Hermannus Amya, George Clifford en de chirurgijn Godefrid Wessem de Sint Amant en de bankier Jean Tourton benoemd als directeur in de Sociëteit om de omvangrijke belangen van de familie Van Aerssen in Suriname te behartigen.
In 1704 verkocht hij de helft van zijn plantage Châtillon, aan de benedenloop van de Surinamerivier, die zijn vader twintig jaar eerder had opgezet. In januari 1708 verklaarde Van Aerssen dat hij in aanmerking wilde komen voor de gouverneurspost en daar recht op had. De WIC en Amsterdam waren tegen, vanwege de afhandeling nog steeds lopende processen over de schulden van zijn vader. Na een merkwaardige poging de andere twee participanten, de stad Amsterdam en de WIC, uit te kopen, bood hij zijn aandeel in de Sociëteit te koop aan, waarop niet is ingegaan. In 1708 werd hij directeur van de Sociëteit van Suriname. Zijn aandeel in de winst is gebruikt om oude schulden af te vereffenen. Met de aanvoer van slaven mocht de familie zich niet langer bemoeien, dat was, zoals in het octrooi van 1683 gesteld, enkel aan de WIC toevertrouwd. De belangen van Van Aerssen in de Sociëteit zijn afgehandeld door Paul van der Veen, enkele jaren eerder afgezet als gouverneur, maar nu directeur.

## Militaire carrière
In 1689, bij een aanval van Jean Baptiste du Casse op fort Zeelandia, verloor hij enige vingers, toen hij eigenhandig het kanon laadde. In 1690 werd hij bevorderd tot eerste luitenant, in 1692 tot kapitein-luitenant en in 1696 tot kapitein ter zee. In 1702 was hij betrokken in de Spaanse Successieoorlog en vocht in de Zeeslag bij Vigo. In 1709 werd hij benoemd tot schout-bij-nacht, in 1713 tot vice-admiraal en passeerde daarbij diverse mededingers. Hij werd bevelhebber van verschillende expedities tegen de Barbarijse zeerovers van Algiers en Marokko, te weten in 1721, 1725 en 1726.

## Huwelijk en kinderen
Hij trouwde in de Waalse kerk (Den Haag) op 22 mei 1712 met Maria van Aerssen van Wernhout (Hof te Boekelo, 25 maart 1682 – Den Haag, 1 juni 1761). Zij was de dochter van Cornelis van Aerssen heer van Wernhout en Boekelo (1638-1706) en Elisabeth Havius vrouwe van Boekelo (1640-1689). Uit hun huwelijk zijn de volgende kinderen geboren:
- Anna Margaretha van Aerssen van Sommelsdijk vrouwe van Sommelsdijk (Den Haag, 9 augustus 1713 - Den Haag, 1 april 1803) trouwde (1) in Den Haag op 13 augustus 1730 met Philips III van Jaucourt markgraaf Van Villarnoul (1670-1738), trouwde (2) in Den Haag op 17 april 1742 met Arnoud Joost van der Duijn heer van Maasdam, Benthorn en 's Gravenmoer[14].
- Elisabeth Louise van Aerssen van Sommelsdijk (gedoopt Waalse kerk (Den Haag), 18 oktober 1714 - Den Haag, 22 maart 1759) trouwde in Spijk op 11 november 1732 met Willem Hendrik Pieck heer van Soelen en de Aldenhaag (16 juli 1698 - 28 mei 1762) zoon van Carel Pieck heer van Brakel en Rodinchem en Margaretha Jacoba du Faget van Assendelft
- Francesca Claire van Aerssen van Sommelsdijk, geboren op 5 mei 1718 op jonge leeftijd overleden
- levenloos geboren dochter van Aerssen van Sommelsdijk (1719-1719)
- Henriëtte Claire van Aerssen van Sommelsdijk (Den Haag, 25 april 1720 - Den Haag, ca. 1741) ongehuwd overleden
- Cornelis Frans van Aerssen van Sommelsdijk, gedoopt in de Nieuwe Kerk (Den Haag) op 9 maart 1723 en begraven in de Kloosterkerk (Den Haag) op 15 mei 1724
- François Cornelis van Aerssen heer van van Chatillon en Bernìeres, de Plaat 1692-1740, Den Bommel, van Spijk 1692-1740 en Crayensteyn en vanaf 1740 heer van Sommelsdijk

Zijn zuster Henriette Lucretia was getrouwd met Vincent Gideon de Cheusses; twee van zijn neven zouden nog tot gouverneur worden benoemd. Zijn achterneef (?), James Boswell, een beroemd dagboekschrijver, droeg in 1736 zijn dissertatie aan hem op.
Van Aerssen verkocht in de jaren dertig van de 18e eeuw onderhands een deel van zijn belangen in de plantage Châtillon.
- Biografisch Portaal: 12082535
- International Standard Name Identifier: 0000 0000 4957 2561
- Library of Congress Control Number: nr2004008253
- Nederlandse Thesaurus van Auteursnamen: 30833213X
- Virtual International Authority File: 56559191
- WorldCat: E39PBJktmqWdWbVw9MmJrjPfbd